# Tamar Iweri
Tamar Iweri (gruz. თამარ ივერი), nazwisko panieńskie Dżawachiszwili (gruz. ჯავახიშვილი); ur. 8 września 1971 w Tbilisi) – gruzińska śpiewaczka operowa, sopran. Jest córką barytona Awtandila Dżawachiszwiliego (gruz. ავთანდილ ჯავახიშვილი), który był także jej nauczycielem.

## Życiorys
Iweri zadebiutowała na scenie operowej w 1998 roku jako Desdemona w operze Otello Guiseppe Verdiego. W 1999 roku zdobyła pierwszą nagrodę na Międzynarodowym Konkursie Mozartowskim w Salzburgu. Przez kilka lat na początku XXI wieku była członkinią zespołu Opernhaus Graz, gdzie wystąpiła m.in. w roli Elżbiety de Valois w operze Don Carlos Verdiego, w tytułowej roli w Adriana Lecouvreur Francesco Cilei i w Siostra Angelica Giacoma Pucciniego, jako Amelia w Simon Boccanegra Verdiego i jako Desdemona.